# Bezlesni
Bezlesni (en ruso: Безлесный) es un jútor del raión de Ust-Labinsk del krai de Krasnodar de Rusia. Está situado a orillas del Sujói Log, afluente del Beisuzhok Levi, de la cuenca del Beisug, 33 km al nordeste de Ust-Labinsk y 86 km al nordeste de Krasnodar, la capital del krai. Tenía 1 437 habitantes en 2010.
Es cabeza del municipio Léninskoye.